# 1997-es Formula–1 kanadai nagydíj
A kanadai nagydíj volt az 1997-es Formula–1 világbajnokság hetedik futama.

## Futam
Kanadában Schumacher megszakította a Williams-Renault első rajtkockás sorozatát. Coulthard második boxkiállásánál elveszítette vezető helyét kuplungprobléma miatt. Nem sokkal ezután Olivier Panis nagy balesetet szenvedett. A francia versenyző mindkét lába eltörött, emiatt a következő hét nagydíjat ki kellett hagynia. Balesete miatt piros zászlóval leintették a futamot az 54. körben. Michael Schumacher győzött Jean Alesi és Giancarlo Fisichella előtt. Villenueve már a második körben kiesett, mivel a célegyenes előtti sikánban a falnak ütközött. Ezen a versenyen debütált Alexander Wurz a Benettonál. A betegségben szenvedő Gerhard Bergert helyettesítette, akinek édesapja ekkor halt meg egy repülőgép-balesetben.
| Helyezés | #  | Versenyző             | Csapat/Motor      | Futott körök | Idő/Kiesés oka | Rajthely | Pontszám |
| -------- | -- | --------------------- | ----------------- | ------------ | -------------- | -------- | -------- |
| 1        | 5  | Michael Schumacher    | Ferrari           | 54           | 1:17:40,646    | 1        | 10       |
| 2        | 7  | Jean Alesi            | Benetton-Renault  | 54           | +2,565         | 8        | 6        |
| 3        | 12 | Giancarlo Fisichella  | Jordan-Peugeot    | 54           | +3,219         | 6        | 4        |
| 4        | 4  | Heinz-Harald Frentzen | Williams-Renault  | 54           | +3,768         | 4        | 3        |
| 5        | 16 | Johnny Herbert        | Sauber-Petronas   | 54           | +4,716         | 13       | 2        |
| 6        | 15 | Nakano Sindzsi        | Prost-Mugen-Honda | 54           | +36,701        | 19       | 1        |
| 7        | 10 | David Coulthard       | McLaren-Mercedes  | 54           | +37,753        | 5        |          |
| 8        | 2  | Pedro Diniz           | Arrows-Yamaha     | 53           | +1 kör         | 16       |          |
| 9        | 1  | Damon Hill            | Arrows-Yamaha     | 53           | +1 kör         | 15       |          |
| 10       | 17 | Gianni Morbidelli     | Sauber-Petronas   | 53           | +1 kör         | 18       |          |
| 11       | 14 | Olivier Panis         | Prost-Mugen-Honda | 51           | Kicsúszás      | 10       |          |
| Kiesett  | 19 | Mika Salo             | Tyrrell-Ford      | 46           | Motorhiba      | 17       |          |
| Kiesett  | 18 | Jos Verstappen        | Tyrrell-Ford      | 42           | Váltó          | 14       |          |
| Kiesett  | 8  | Alexander Wurz        | Benetton-Renault  | 35           | Erőátvitel     | 11       |          |
| Kiesett  | 22 | Rubens Barrichello    | Stewart-Ford      | 33           | Váltó          | 3        |          |
| Kiesett  | 21 | Jarno Trulli          | Minardi-Hart      | 32           | Motorhiba      | 20       |          |
| Kiesett  | 11 | Ralf Schumacher       | Jordan-Peugeot    | 14           | Baleset        | 7        |          |
| Kiesett  | 20 | Katajama Ukjó         | Minardi-Hart      | 5            | Kicsúszás      | 22       |          |
| Kiesett  | 3  | Jacques Villeneuve    | Williams-Renault  | 1            | Baleset        | 2        |          |
| Kiesett  | 9  | Mika Häkkinen         | McLaren-Mercedes  | 0            | Motorhiba      | 9        |          |
| Kiesett  | 6  | Eddie Irvine          | Ferrari           | 0            | Baleset        | 12       |          |
| Kiesett  | 23 | Jan Magnussen         | Stewart-Ford      | 0            | Kicsúszás      | 21       |          |

## A világbajnokság élmezőnyének állása a verseny után
| H  | Versenyzők            | Pont | H  | Konstruktőrök     | Pont |
| -- | --------------------- | ---- | -- | ----------------- | ---- |
| 1. | Michael Schumacher    | 37   | 1. | Ferrari           | 51   |
| 2. | Jacques Villeneuve    | 30   | 2. | Williams-Renault  | 43   |
| 3. | Olivier Panis         | 15   | 3. | Benetton-Renault  | 23   |
| 4. | Eddie Irvine          | 14   | 4. | McLaren-Mercedes  | 21   |
| 5. | Heinz-Harald Frentzen | 13   | 5. | Prost-Mugen-Honda | 16   |

## Statisztikák
Vezető helyen:
- Michael Schumacher: 34 (1-27 / 40-43 / 52-54)
- David Coulthard: 20 (28-39 / 44-51)

Michael Schumacher 24. győzelme, 15. pole-pozíciója, David Coulthard 5. leggyorsabb köre.
- Ferrari 110. győzelme.

Alexander Wurz első versenye.